# Corymbia terminalis
Espèce
Corymbia terminalis est une espèce de plantes à fleurs de la famille des Myrtaceae. C'est un arbre originaire  du centre de l'Australie, en particulier de la région autour d'Alice Springs. C'est l'une des espèces dont le nom commun est "bloodwood" (littéralement bois sanglant).

## Noms
L'arbre est aussi appelé tjuta, joolta, bloodwood, desert bloodwood, plains bloodwood, northern bloodwood, western bloodwood ou inland bloodwood.

## Description
C'est un arbre atteignant 18m de haut, à écorce beige ou gris clair, à feuilles alternes, pétiolées lancéolées, concolores de 8 à 20cm de long. Les fleurs sont blanches.

## Utilisation
Les Aborigènes recueillent sur l'arbre les noix de coco du bush (Bush coconuts), des galles, de la taille d'une balle de tennis pour les plus grandes, dues à un insecte Cysticoccus pomiformis et dont ils cassent la coque avec une pierre afin de consommer la larve.

## Synonymes
- Corymbia opaca
- Corymbia tumescens
- Eucalyptus centralis
- Eucalyptus opaca
- Eucalyptus orientalis
- Eucalyptus polycarpa
- Eucalyptus pyrophora
- Eucalyptus terminalis